# Luciano Tovoli

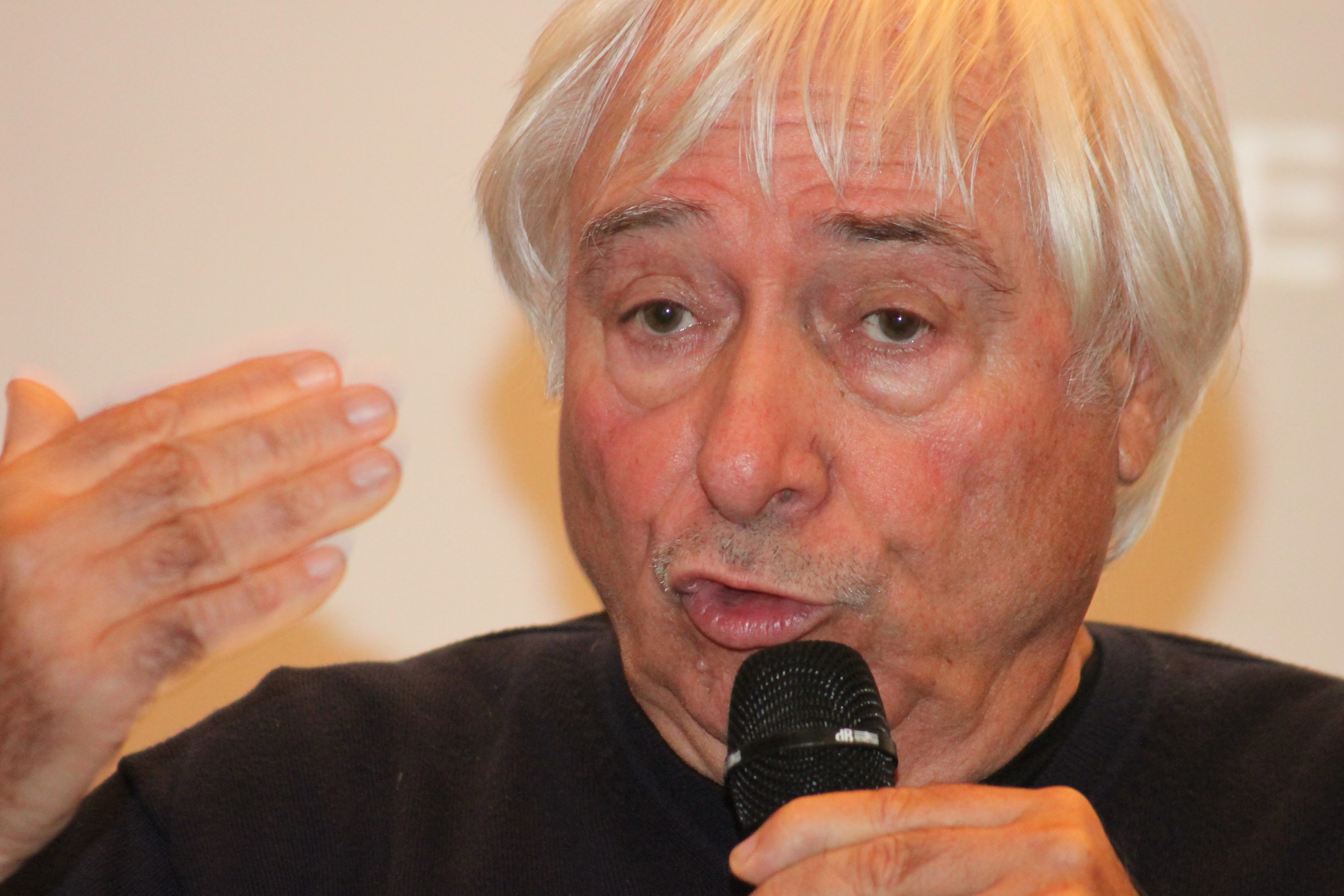
Luciano Tovoli im September 2012 beim Manaki-Brüder-Festival in Bitola, Mazedonien

Luciano Tovoli (* 30. Oktober 1936 in Massa Marittima, Grosseto, Toskana) ist ein italienischer Kameramann.

## Leben
Nach dem Studium der Linguistik und Literatur an der Universität Pisa absolvierte Tovoli von 1956 bis 1958 ein Studium als Kameramann am Centro Sperimentale di Cinematografia. Er wurde als einer von vier Italienern und vier Ausländern für das Studium aufgenommen. Einer der Ausländer war der spätere spanische Kameramann Néstor Almendros, mit dem sich Tovoli während dieser Zeit anfreundete. Nicht anfreunden konnte er sich mit den Zukunftsperspektiven des Studiums, da er erst nach mehrjähriger Arbeit als Kameraassistent und Kameraführer überhaupt Kameramann für das Fernsehen hätte werden können. Tovoli verzichtete und ging seinen eigenen Weg. Er lernte den damals sehr bekannten italienischen Autorenfilmer Vittorio De Seta kennen, der ihm Arbeit zusagte, sofern er seinen Militärdienst abgeleistet hätte. Doch zuvor war er unter Giuseppe Rotunno in Vittorio De Sicas Komödie Gestern, heute und morgen Kameraassistent. Offiziell war er anschließend in De Setas Film Die Banditen von Orgosolo für die Kameraführung zuständig, obwohl dies De Setas Part und Tovoli selbst Kameramann war. Ironischerweise gewann der Film einen Filmpreis für die beste Kamera, der De Seta und nicht Tovoli zugesprochen wurde.
Da Tovoli weiter unbekannt war, hatte er in den nächsten Jahren Probleme Arbeit zu bekommen, und nur die engagierten ihn, die von der Geschichte wussten. Neben einzelnen kleinen Filmen war er vor allem für Dokumentationen tätig. Durch Zufall traf er den italienischen Regisseur Franco Brusati, der ihn für die Filmkomödie Brot und Schokolade engagierte, die in Belgien gedreht wurde. Nachdem er für den italienischen Regisseur Michelangelo Antonioni die Dokumentation Chung Kuo – Cina in China drehte, führte er abermals die Kamera für De Seta in Diario di un maestro. Nachdem dieses Projekt zu scheitern drohte, bat De Seta fast flehend um Tovolis Mitarbeit. Nach weiteren Projekten arbeitete Tovoli schließlich als Kameramann für Werbung in Paris und London.
Mit Paris erhielt Tovoli anschließend auch ein zweites Standbein, denn neben italienischen war er anschließend auch für französische Produktionen wie Tenebrae und Ein Käfig voller Narren – Jetzt wird geheiratet als Kameramann tätig. Von dort aus ging es mit dem französischen Regisseur Barbet Schroeder nach Hollywood, wo er unter anderem in dessen Filmen Die Affäre der Sunny von B., Kiss of Death und Desperate Measures die Kamera übernahm.

## Filmografie (Auswahl)
- 1969: Sie kamen zu viert um zu töten (…E vennero in quattro per uccidere Sartana)
- 1972: Chung Kuo – Cina
- 1972: Wir werden nicht zusammen alt (Nous ne vieillirons pas ensemble)
- 1973: Diario di un maestro
- 1973: Ein Scheiß-Wochenende (Mordi e fuggi)
- 1974: Brot und Schokolade (Pane e cioccolata)
- 1975: Beruf: Reporter (Professione: Reporter)
- 1975: Der dritte Grad (La Faille)
- 1975: Die Sonntagsfrau (La donna della domenica)
- 1975: Eleonore (Leonor)
- 1976: Die letzte Frau (L’ultima donna/La dernière femme)
- 1976: Die Tatarenwüste (Il deserto dei tartari)
- 1976: Zeit des Friedens (L’età della pace)
- 1977: Suspiria
- 1978: Affentraum (Ciao maschio)
- 1978: Unmoralische Novizinne (Interno di un convento)
- 1979: Verhängnisvolle Freundschaft (L'Adoption)
- 1980: Tele Vaticano – Das Auge des Papstes (Il pap’occhio)
- 1981: Das Geheimnis von Oberwald (Il mistero di Oberwald)
- 1982: Entscheidung am Kap Horn (Les Quarantièmes rugissants)
- 1982: Jenseits der Schwelle (Oltre la porta)
- 1982: Tenebrae (Tenebre)
- 1984: Bianca
- 1985: Ein Käfig voller Narren – Jetzt wird geheiratet (La Cage aux Folles III – “Elles” se marient)
- 1985: Der Bulle von Paris (Police)
- 1985: Zwei Vollidioten schlagen zu (Fracchia contro Dracula)
- 1986: Die Flüchtigen (Les Fugitifs)
- 1988: Liebestraum (Love Dream)
- 1989: Geheimauftrag Erdbeer Vanille (Vanille fraise)
- 1989: Splendor
- 1989: Wie spät ist es? (Che ora è?)
- 1990: Die Affäre der Sunny von B. (Reversal of Fortune)
- 1990: Die Reise des Capitan Fracassa (Il viaggio di Capitan Fracassa)
- 1992: Weiblich, ledig, jung sucht … (Single White Female)
- 1994: Der Teddybär (L’Ours en peluche)
- 1994: Immer Ärger um Dojo (Monkey Trouble)
- 1995: Kiss of Death
- 1996: Davor und danach (Before and After)
- 1996: Jaguar (Le Jaguar)
- 1998: Desperate Measures
- 1998: Dinner für Spinner (Le Dîner de cons)
- 1999: Titus
- 2001: Ein Mann sieht rosa (Le Placard)
- 2002: Mord nach Plan (Murder by Numbers)
- 2003: Ruby & Quentin – Der Killer und die Klette (Tais-toi!)
- 2008: Das Geheimnis der Geisha (Inju, la bête dans l’ombre)
- 2009: Unsere Ozeane (Océans)
- 2016: Falsche Vertraulichkeiten (Les fausses confidences)
- 2016: Ein Jude als Exempel (Un juif pour l'exemple)

## Auszeichnungen
Chlotrudis Awards
- 2001: Bestes visuelles Design – Titus (nominiert)

David di Donatello
- 1991: Beste Kamera – Die Reise des Capitan Fracassa